# Oghamstein von Arraglen

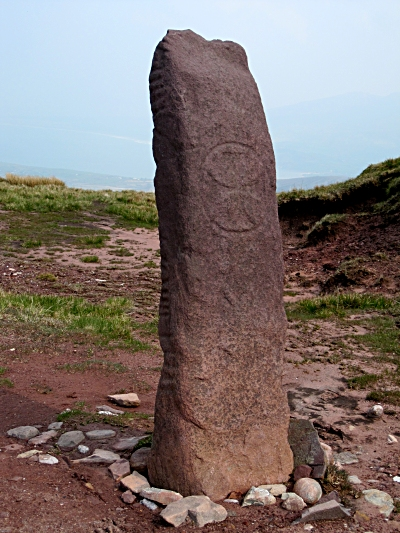
Oghamstein von Arraglen

Der Oghamstein von Arraglen (irisch Cloch Oghaim Airghleanna mit dem Eigennamen An Gallán, englisch auch Brandon Monument genannt; CIIC 145) ist ein Nationaldenkmal. Er steht im Sattel zwischen dem Mount Brandon und dem Masatiompan (Más an Tiompáin) im Townland Arraglen (Airghleann) im Norden der Dingle-Halbinsel im County Kerry in Irland. 
Der zwischen 550 und 600 n. Chr. als Grabstein errichtete Oghamstein ist aus Sandstein und misst 191 × 38 × 20 cm. 
Er enthält ein eingekreistes Tatzenkreuz ✠ und eine Ogham-Inschrift in archaischem Irisch. Die Inschrift lautet: ᚛ᚊᚏᚔᚋᚔᚈᚔᚏ ᚏᚑᚅᚐᚅᚅ ᚋᚐᚊ ᚉᚑᚋᚑᚌᚐᚅᚅ᚜ QRIMITIR RON[A]NN MAQ COMOGANN („des Priesters [cruimther] Rónán, Sohn von Comgán“). 